# شورش داود خان در قراباغ

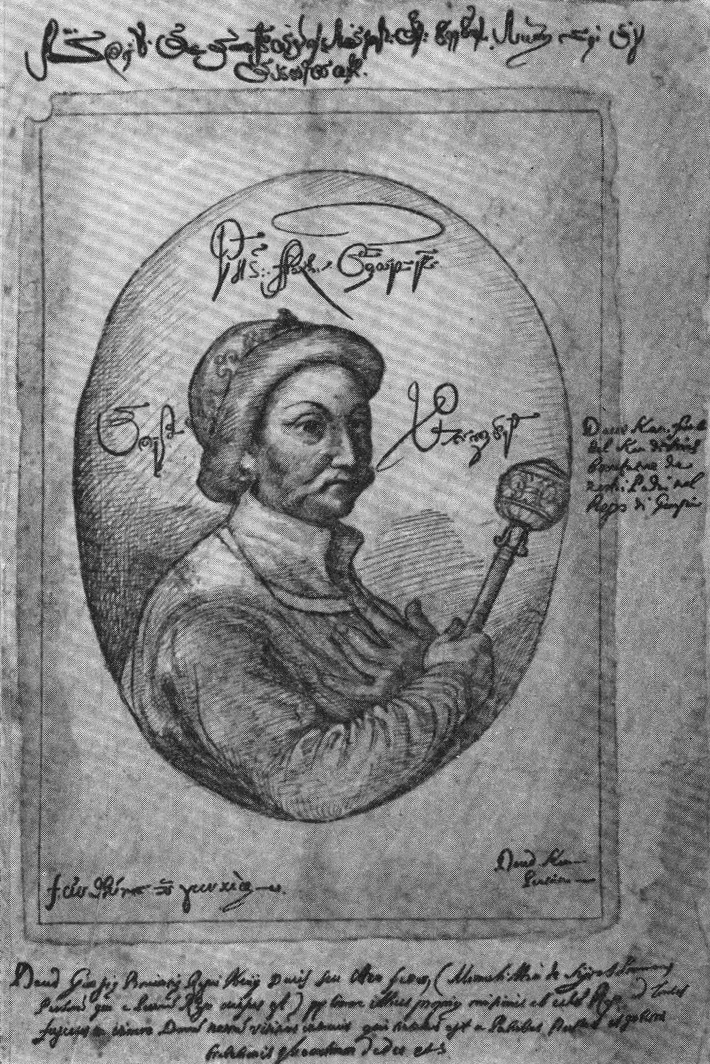
تصویر داوود خان، طراحی شده توسط مبلغ مذهبی مسیحی

داود خان گرجی، فرزند الله‌وردی خان گرجی (سپهسالار سپاه صفوی و بیگلربیگی فارس در زمان شاه عباس یکم) و برادر کوچکتر امام قلی خان می‌باشد. او از سرداران جنگی دلیر ارتش صفوی و فرماندار گنجه و قره باغ (در قفقاز) بود.
در عصر صفویه، بخصوص دوره شاه عباس بزرگ، اداره و ریاست بسیاری از نهادهای حساس کشوری، لشکری و اقتصادی ایران به مردمان قفقازی (ارمنیها، چرکسها و گرجیها) محول شده بود. ارامنه بیشتر در امور پیشه‌وری و بازرگانی بین‌المللی و چرکسها و گرجیها در نیروهای مسلح و انتظامی فعالیت داشتند. گرجیها گرچه در سرزمین مادری خود سرسختانه پایبند اصول ملی خود از جمله زبان گرجی و مذهب مسیحی بودند، اما در داخل ایران، در کنار فارسی زبانان و ترک زبانان، سومین عنصر جامعه را تشکیل می‌دادند. از خاندان‌های اصیل گرجی، تیره اوندیلازه، که الله‌وردی خان گرجی و پسرانش امامقلی و داودخان هستند، اهمیت زیادی داشتند. داوودخان، در زمان شاه عباس، بیگلربیگی ایالت قراباغ و گنجه و ریاست ایل و اویماق قاجار و امیرالامرای سپاهیان قراباغ بود. پیش از او، محمد قلی خان زیاداوغلی قاجار عهده‌دار این مناصب بود و گنجه و قراباغ تیول خاندان زیاد اوغلیهای قاجار بود. در جریان شورش گئورگی ساکاآدزه معروف به موراوی گرجی بر ضد شاه عباس، در سال ۱۰۳۵ ه‍. ق. / ۱۶۲۵م، به دلیل کوتاهی محمدقلی خان در برابر این شورش، و در راستای سیاست شاه عباس مبنی بر کنار گذاشتن حکام قزلباش از راس ایالات و گماشتن غلامان قفقازی به جای آنها، خان قاجاری معزول و به جای او فرزند الله‌وردی خان منصوب شد. پیش از آن، داوودخان از جانب شاه عباس «به محارست تفلیس و انتظام امور سرحد گرجستان مأمور و در آن سرحد بود». او در کمال اقتدار و استقلال در قراباغ و اران حکومت می‌کرد و تمایلات ضد درباری و گریز از مرکزی نیز در سر می‌پرورانید. بنا به اطلاعات منابع گرجی و ارمنی، او با سازمان دهندگان شورش موراوی بر ضد شاه عباس که در کاخت بوقوع پیوست رابطه داشت. داوودخان پس از رسیدن به مقام بیگلربیگی قراباغ و گنجه در ۱۰۳۵ ه‍. ق. پنهانی روابط خود را با تیموراز (طهمورث)، والی کاخت، و دیگر خاندانهای با نفوذ کاخت و کارتیلی که گرایش گریز از مرکز داشتند توسعه داد. طهمورث در گرجستان کارتیلی بر ضد شاه عباس شورش کرد و با موراوی همدست شد. طهمورث چون شکست خورد و مدت‌ها در آوارگی به سر برد، با وساطت داوودخان که با او دوستی داشت توانست عفو شاه عباس را جلب کند و در سالهای پایانی زمامداری شاه عباس، طهمورث از جنگ و جدال با صفویه دست کشید و اوضاع گرجستان کارتیل آرام بود. از آن پس دوستی و روابط صمیمانه‌ای بین داوودخان و طهمورث برقرار بود. داوودخان با وجود اینکه در زمان به تخت نشستن شاه صفی، همچنان حاکم قراباغ و رئیس ایل قاجار بود و در دفع برخی از تجاوزهای حکام عثمانی به برخی از نواحی مرزی ایران هم عملیاتی انجام داده بود، اما در آغاز بر تخت نشستن شاه صفی در ۱۰۳۸ تا ۱۰۴۱ ه‍. ق. به دیدار شاه در اصفهان نرفت. در ۱۰۴۱ ه‍. ق؛ که برای شرکت در لشکرکشی شاه به بغداد به حضور شاه رفت، تنش و تفرقه‌ای آشکار بین او و شاه رخ داد که سرانجام منجر به شورش بر ضد شاه صفی گشت. در لشکرکشی به بغداد، در ضیافتی داوودخان فعالیت و کار قوللرآقاسی جدید (خسرومیرزا معروف به رستم) را با لحن تمسخرآمیز مورد انتقاد قرار داد که شاه داوودخان را بخاطر رستم از مجلس بیرون کرد. مسئله دیگر اینکه هنگام بازگشت از لشکرکشی، امامقلی خان با دریافت اجازه شاه از حدود تویسرکان به سوی فارس رهسپار شد، اما داوودخان بدون اجازه شاه، خودسرانه به قراباغ رفت. باز بعداً که شاه دستور داد تمام خانها و حاکمان شهرها به قزوین نزد او بیایند، تنها دو خان، یکی خان گنجه یعنی داود خان و دیگری علیمردان خان، خان قندهار به حضور او نیامدند که هردو هم بعداً بر ضد شاه شورش کردند. با این حال داوودخان یکی از زنان عقدی و پسر خود را نزد شاه فرستاد که به او اطمینان دهد، اما به دستور مستقیم شاه برای آمدن خودش تمکین نکرد و بزرگان گنجه را به مجلسی فراخواند که در آن با شرح اعمال جنون‌آمیز و ظالمانه شاه، اظهار کرد که ترجیح می‌دهد خود را تحت حمایت عثمانی‌ها قرار دهد. پانزده نفر از بزرگان گنجه که در مجلس با او مخالفت کردند در همان‌جا کشته شدند.
داوودخان پس از همراه کردن طهمورث، تصمیم گرفت با کمک او جمعی از بزرگان با نفوذ ایل قاجار را که با او سر ناسازگاری داشتند و بر ضد او به شاه صفی شکایت کرده بودند از میان بردارد. برای اجرای این تصمیم، به بهانه عادت معمول شکار، یا به نقلی به طلب شرکت در عروسی، به دعوت طهمورث، جماعتی از بزرگان و خواص قاجار را به صیدگاه برد و طبق قرار قبلی، طهمورث و نیروهای گرجی همراه او در فرصت مناسب بر قاجارها یورش آورده و همگی را کشته و اموالشان را به غارت بردند. سپس به پیشنهاد داوودخان، و پس از تماس با طهمورث، تصمیم گرفتند به اتفاق یکدیگر به گنجه و قراباغ و بردع و ارسبار یورش ببرند و اموال و اسباب آن شهرها را غارت و به گرجستان منتقل کنند. انتشار خبر این یورش موجب نگرانی و وحشت مردم گنجه و پناه بردن ایشان به دیوارهای شهر شد و بازماندگان قاجارهایی که در توطئه داوودخان کشته شده بودند به فغان و فریاد افتادند. نیروهای گرجی حمله‌کننده چند روزی در گنجه ماندند و با غارت شهر، خسارات زیادی به مردم آنجا وارد کردند. در مقابل، شاه صفی هم داوودخان را عزل کرد و دوباره محمدقلی خان زیاداوغلی قاجار را به جای او منصوب کرد. طهمورث را هم از حکومت گرجستان عزل نمود و حکومت هردو گرجستان کاخت و کارتیل را به خسرومیرزای گرجی معروف به رستم خان برادر بگرات خان که نواده لوارصابخان و از خاندان باگراتیون بود سپرد. در منابع گرجی آمده‌است که در سال ۱۰۴۲ق/ ۱۶۳۳م نیروهای متحد طهمورث، والی کاخت در آن زمان، الکساندر حکمران ناحیه ادیشی گرجستان غربی، حکمرانان مسقطه و کارتیلی به دستیاری داوودخان به گنجه و قراباغ حمله کرده و این نواحی را غارت کردند و ۷۰۰ نفر از ایل قاجار را به هلاکت رساندند، در این عملیات اسقف ارامنه نیز با یک گروه مسلح شرکت کرد. سپس طهمورث نوشته‌هایی برای امرای شیروان، چخورسعد و آخسقه و آن حدود نوشتند و ایشان را به شورش فراخواندند. امرا نامه را به دربار نشان دادند. در این نامه‌ها ادعا شده بود که صفی قلی میرزا که نزد امامقلی والی قدرتمند فارس است، فرزند شاه عباس می‌باشد و امامقلی هم با شورشیان همراه‌است. بنظر می‌رسد که مطرح کردن امامقلی در این قضیه، ترفندی بوده‌است که داوودخان برای تحریک طهمورث و گرجیان و دیگر حکام به طرفداری از خود و آشفته کردن اوضاع ضد شاه صفی بکار گرفته بوده‌است. رقبای امامقلی از جمله ملکه مادر و صدراعظم ابوطالب خان هم به این شک کمک می‌کرده‌اند.
شاه صفی، لشکر بزرگی به فرماندهی رستم خان سپهسالار به مقابله با شورشیان اعزام نمود که شورشیان با شکست مواجه شدند. داوودخان و طهمورث به باش آچوق فرار کردند و داوودخان سپس مدتی در شهر گوری در مرکز گرجستان بسر برد و سرانجام به عثمانی رفت. رستم خان در گرجستان حکومت قوی ای بر پا کرد و امرای نواحی دیگر گرجستان نظیر ایمرتی، مینگیرلا و گوری که تحت حمایت عثمانی بودند، از او حساب می‌بردند و رستم خان دو دژ مستحکم در کاخت و کارتیل بنا نمود و حتی به ناحیه وان در عثمانی لشکرکشی کرد و کردان تابع عثمانی در آن ناحیه را سرکوب نمود.

## پی‌نوشت
1. ↑  ثواقب، بررسی زمینه‌ها و علل شکل‌گیری شورش داوودخان در قراباغ و پیامدهای آن، ۱۲۶.
2. ↑  ثواقب، بررسی زمینه‌ها و علل شکل‌گیری شورش داوودخان در قراباغ و پیامدهای آن، ۱۲۸.
3. ↑  ثواقب، بررسی زمینه‌ها و علل شکل‌گیری شورش داوودخان در قراباغ و پیامدهای آن، ۱۳۰.
4. ↑  ثواقب، بررسی زمینه‌ها و علل شکل‌گیری شورش داوودخان در قراباغ و پیامدهای آن، ۱۱۹.